# Metro w Miami
Metrorail – system podziemnej kolei miejskiej w Miami w Stanach Zjednoczonych. Metro w Miami zostało uruchomione 20 maja 1984 roku. Operatorem systemu jest Miami-Dade Transit.

## Opis
Metrorail jest obsługiwany przez Miami-Dade Transit (MDT), które to jest zarządzane przez hrabstwo Miami-Dade. System otwarty w 1984 roku, jest jedynym szybkim systemem metra na Florydzie i obecnie składa się z dwóch linii, posiadających razem 23 stacje na łącznej długości sieci 24,4 mil (39,3 km) o torach o standardowej szerokości. Dodatkowo łączy się z systemem kolei podmiejskiej Południowej Florydy na stacji Tri-Rail, a także z trasami Metrobus na wszystkich stacjach. Metrorail posiada tabor składający się z 136 pojazdów.

## Linie
- Orange Line – linia łącząca stację Dadeland South ze stacją Miami International Airport[3].
- Green Line – linia łącząca stację Dadeland South ze stacją Palmetto[3].

## Galeria

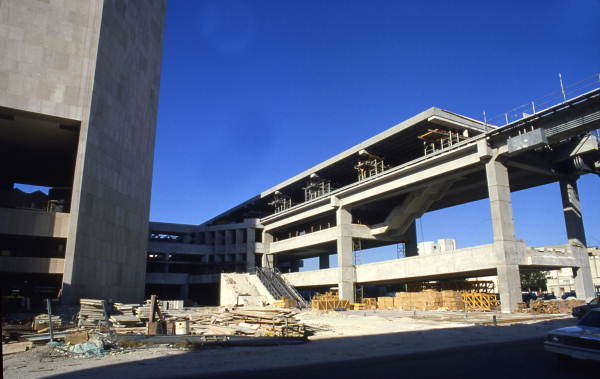
Budowa stacji Goverment Center (1983)
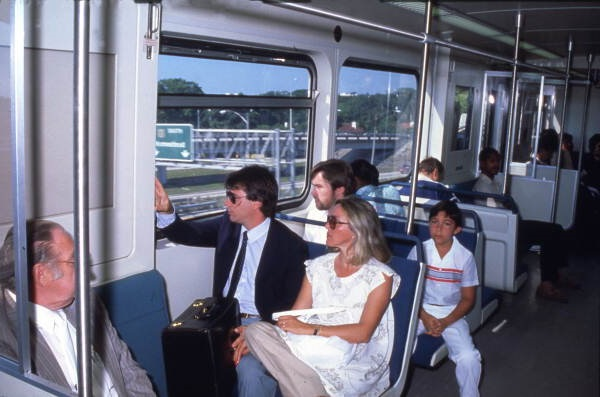
Pasażerowie metra (lata 80 XX w.)
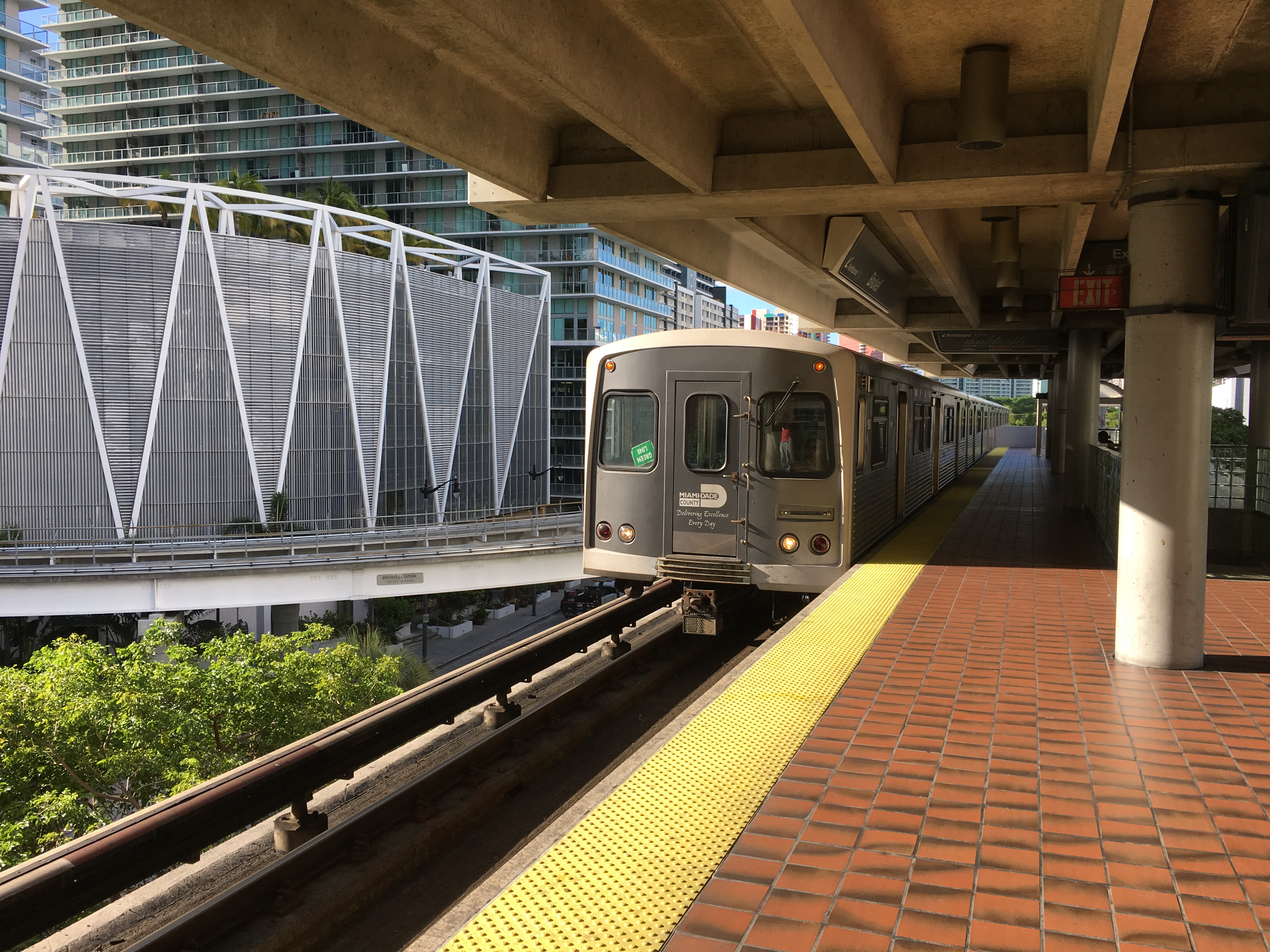
Pociąg metra na stacji Brickell (2017)
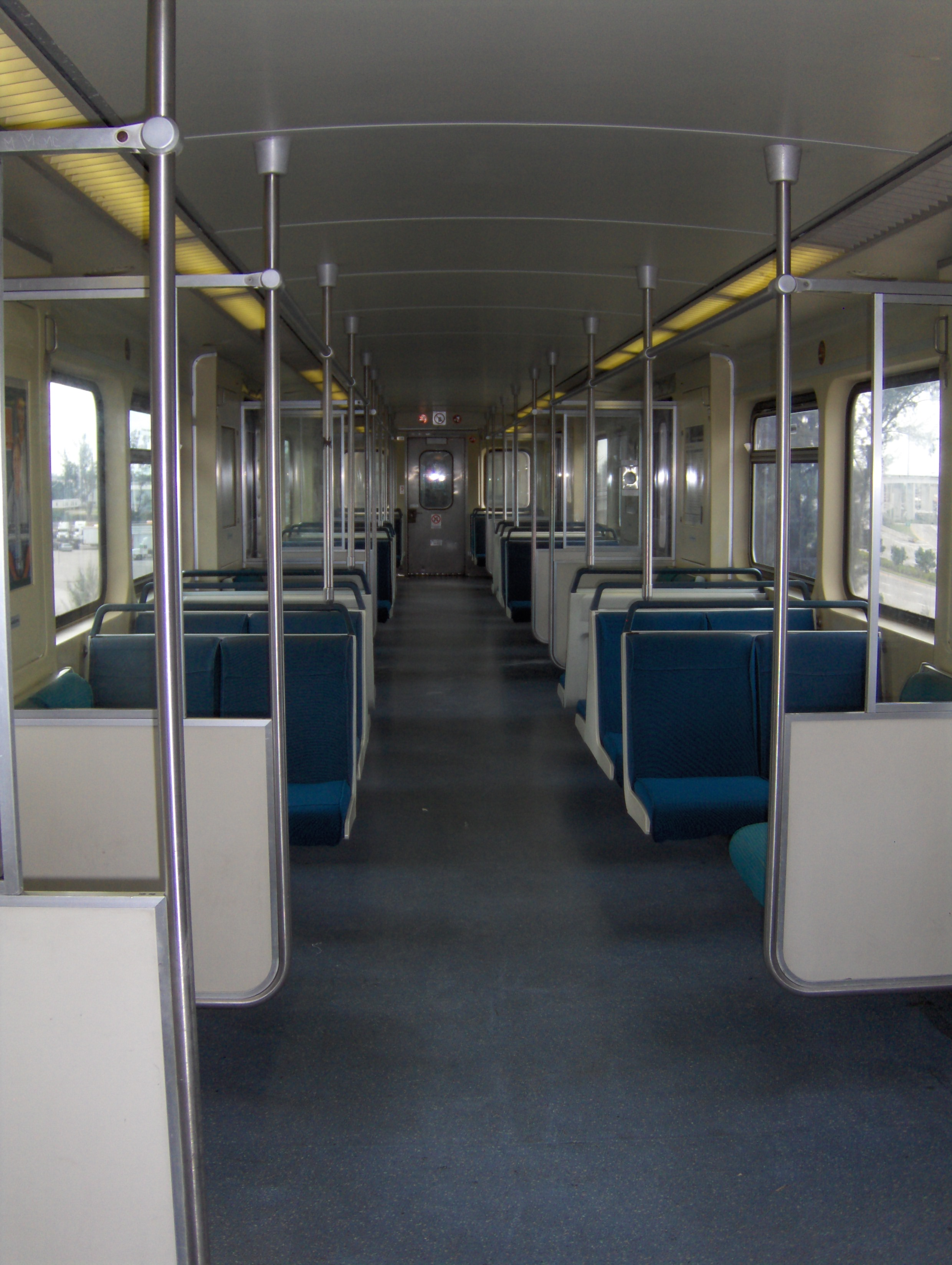
Wnętrze pojazdu